# Combe (Berkshire)
Pour les articles homonymes, voir Combe (homonymie).
Combe est une paroisse civile et un village du Berkshire, en Angleterre.